# Musée d'Art contemporain d'Australie
Le musée d'Art contemporain d'Australie (anglais : Museum of Contemporary Art), abrégé MCA, est un musée australien situé à Sydney, qui se consacre exclusivement à l'exposition et la collection d'art contemporain, à la fois de toute l'Australie et du monde entier.
Le musée, a ouvert en 1991 et à partir de 2010 a subi une expansion pour 53 millions de dollars australiens et un re-développement complet, afin de rouvrir sous son nouveau nom : Museum of Contemporary Art Australia, le 29 mars 2012.

## Histoire
À la suite de la relocation du Musée Maritime (Sydney Maritime Museum) en 1989, le bâtiment actuel du musée a été donné par le gouvernement au Museum of Contemporary Art.
La restauration et la rénovation du bâtiment a commencé en 1990 sous la direction d'Andrew Anderson de Peddle Thorpe et John Holland Interiors et en novembre 1991, le Musée d'art contemporain fut inauguré officiellement.
Après son expansion et sa rénovation le musée dispose actuellement d'une surface de 4 500 m2.

## Collections
Le musée dispose d'une collection de 4,000 objets pour sa collection permanente la « MCA Collection » et accueille aussi des expositions tourantes à thème. Elle organise aussi des expositions itinérantes vers des audiences regionales, nationales et internationales.